# Kampfgeschwader 101
Das Kampfgeschwader 101 war ein Verband der Luftwaffe im Zweiten Weltkrieg.

## Aufstellung
Vorläufer des Kampfgeschwaders 101 war das am 11. November 1941 aus der Großen Kampffliegerschule 3 aufgestellte Kampfschulgeschwader 1. Der Stab des Geschwaders operierte von Gardelegen (Lage) aus, während die I. Gruppe in Salon-de-Provence (Lage), die II. Gruppe in Greifswald (Lage), die III. Gruppe in Cognac (Lage) und die Einsatzstaffel in Varrelbusch (Lage) lag. Hinzu kam noch die Verbandsführerschule/KG 101 in Tours (Lage). Alle Einheiten waren mit der Junkers Ju 88A ausgerüstet. Die Geschwaderkennung war 5T.

## Geschichte
Das Kampfgeschwader 101 führte die Aufgaben seines Vorgängers fort und bildete Verbandsführer in Kampfgeschwadern aus. Lediglich die Einsatzstaffel/KG 101, die mit sogenannten Mistelgespannen ausgerüstet war, führte operative Einsätze durch. Dazu war sie beim Kampf gegen die alliierte Landung in Nordfrankreich dem IX. Fliegerkorps der Luftflotte 3 unterstellt.

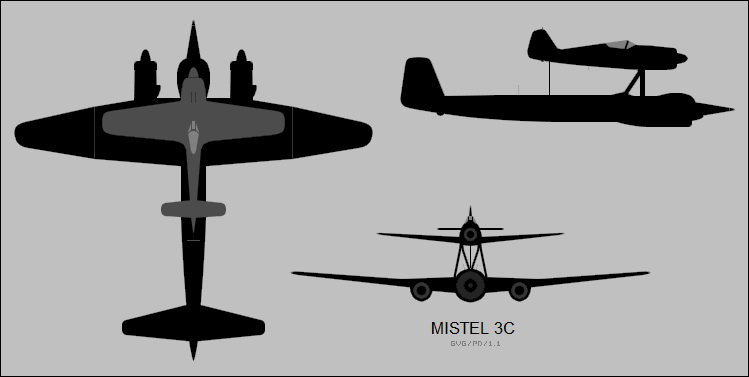
Eine Junkers Ju 88 und Focke-Wulff Fw 190 als Mistelgespann

Von St. Dizier (Lage) aus erfolgte am 14. Juni 1944 ein erster Angriff auf die Invasionsflotte. Der erste Verlust einer Mistelkombination (Bf 109 F/Ju 88) wurde von Oberleutnant Albert Rheker geflogen, der von der Besatzung einer Mosquito MK.XIII-0 der RCAF abgeschossen wurde und um 23:40 Uhr südöstlich von Caen hinter den deutschen Linien aufschlug. In der Nacht vom 24. auf den 25. Juni erfolgte ein weiterer Einsatz. Mit vier Flugzeugen flog der Geschwaderkommodore Hauptmann Horst Rudat, in das Invasionsgebiet und lenkte mit den anderen Flugzeugführern seiner Einheit die mit Sprengstoff geladenen Maschinen auf alliierte Schiffe. Die britische Fregatte HMS Nith wurde durch die Explosion einer in unmittelbarer Nähe auf dem Wasser auftreffenden Ju 88 erheblich beschädigt. Neun der Besatzungsmitglieder starben, während 26 weitere verwundet wurden. Die HMS Nith wurde nach der Beschädigung zurück nach Großbritannien gebracht, um dort repariert zu werden. Es folgten weitere Angriffe mit mehr oder weniger Erfolg.
Das Geschwader wurde am 31. Oktober 1944 aufgelöst. Zuvor war schon der Stab der I. Gruppe, sowie die 1. und die 3. Staffel in die Bomben- und Zielfinderschule Greifswald umbenannt worden. Die 2. Staffel ging als 9. Staffel zum Kampfgeschwader 66. Von der II. Gruppe ging die 4. Staffel ebenfalls nach Greifswald, während die 5. Staffel in die 8. Staffel des Kampfgeschwaders 66 umbenannt wurde. Die III. Gruppe löste sich im August 1943 auf. Die Staffeln bildeten jeweils Ergänzungsverbände im Kampfgeschwader 2 und Schnellkampfgeschwader 210. Die Einsatzstaffel wechselte am 10. Oktober 1944 als 7. Staffel zum Kampfgeschwader 66, während die Verbandsführerschule/Kampfgeschwader 101 ab 28. August 1944 unter dem Namen Verbandsführerschule des Generals der Kampfflieger firmierte.

## Kommandeure

### Geschwaderkommodore
| Dienstgrad | Name         | Zeit                                 |
| ---------- | ------------ | ------------------------------------ |
| Oberst     | Robert Krauß | 1. Februar 1943 bis 31. Oktober 1944 |

### Gruppenkommandeure
I. Gruppe
- Major Josef Knotzer, 1. Februar 1943 bis 6. Mai 1943[6]
- Major Heinrich Herzberg, 7. Mai 1943 bis Februar 1944[7]
- Major Georg Graf von Platen-Hallermund, Februar 1944 bis 19. September 1944[8]

II. Gruppe
- Oberst Albert Böhm, 1. Februar 1943 bis 19. September 1944[9]

III. Gruppe
- Hauptmann Horst Beeger, 1. Februar 1943 bis 14. August 1943[10]

Einsatzstaffel/KG 101
- Oberleutnant Horst Rudat, Januar 1944 bis 14. Juni 1944[11]
- Oberleutnant Alfred Pils, 15. Juni 1944 bis 24. September 1944[12]

Verbandsführerschule/KG101
- Hauptmann Mathias Schwegler, 1. Februar 1943 bis 28. August 1944[13]

## Bekannte Geschwaderangehörige
- Horst Rudat (1920–1982), war von 1977 bis 1980, als Generalmajor der Luftwaffe der Bundeswehr, Kommandeur des Lufttransportkommandos